# Alconada de Maderuelo
Alconada de Maderuelo ist ein Ort und eine nordspanische Gemeinde (municipio) mit 26 Einwohnern (Stand: 2024) in der Provinz Segovia in der Autonomen Gemeinschaft Kastilien-León. Die Gemeinde besteht neben dem Hauptort Alconada aus der Ortschaft Alconadilla.

## Lage und Klima
Die Gemeinde Alconada de Maderuelo liegt etwa 82 km (Fahrtstrecke) nordöstlich von Segovia in einer mittleren Höhe von ca. 950 m. Das Klima ist im Winter rau, im Sommer dagegen gemäßigt bis warm; Regen (ca. 570 mm/Jahr) fällt übers Jahr verteilt.

## Bevölkerungsentwicklung
| Jahr      | 1970 | 1981 | 1991 | 2001 | 2011 | 2021 |
| Einwohner | 154  | 66   | 63   | 45   | 34   | 22   |

## Sehenswürdigkeiten
- Martinskirche in Alconada
- Marienkirche in Alconadilla